# Тунда
Тунда — село в Ижморском районе Кемеровской области. Входит в состав Симбирского сельского поселения.

## География
Центральная часть населённого пункта расположена на высоте 192 м над уровнем моря.

## Население
| 2010 |
| ---- |
| 49   |

### Половой состав
По данным Всероссийской переписи населения 2010 года, в селе Тунда проживает 49 человек (21 мужчина, 28 женщин).